# Gary Klang
Pour les articles homonymes, voir Klang.
Gary Klang, né le 28 décembre 1941 à Port-au-Prince, est un romancier, poète, dramaturge et essayiste haïtien installé au Québec.

## Biographie[1]
Gary Klang quitte Haïti dans les années 1960 pour s'installer  à Paris, où il fait des études littéraires à l'Université Paris-Sorbonne. Il détient une maîtrise ainsi qu'un doctorat pourtant sur Marcel Proust,,.
En 1973, il s'installe à Montréal. En plus de travailler aux Éditions La Presse en tant que correcteur et réviseur, il enseigne la stylistique à l'Université de Montréal. Jusqu'en 2005, il est traducteur pour SNC-Lavalin, l’une des plus grandes firmes d’ingénierie au monde,.
Actif sur la scène littéraire tant au Québec qu'à l'international, Klang participe à de nombreux événements littéraires,,. Il participe notamment au Festival des Étonnants voyageurs (Mali, 2006), au Colloque Jacques Roumain (Haïti, 2007), au Festival International de Poésie de Trois-Rivières (Québec, 2009) ainsi qu'au Salon International des Poètes Francophones (Bénin, 2009),.
En plus de publier des textes dans des revues et journaux littéraires (Les Saisons littéraires, La Presse, Le Devoir, etc), il publie des romans, des essais, de la poésie, du théâtre ainsi que des articles qui portent sur la littérature, la linguistique et la culture,.
Comme romancier, il publie plusieurs titres dont Un homme seul est toujours en mauvaise compagnie (Mémoire d'encrier, 2005), Monologue pour une scène vide (Dialogue Nord-Sud, 2013) ainsi que Le massacre de Jérémie - opération vengeance (Dialogue Nord-Sud, 2015).
En poésie, Gary Klang fait notamment paraître Moi natif natal, suivi de Le Temps du vide (Humanitas, 1995), La vraie vie est absente (Humanitas, 2002), Ex-île (Humanitas, 2003, Mémoire d'encrier, 2012), Il est grand temps de rallumer les étoiles (Mémoire d'encrier, 2007) ainsi que Toute terre est prison (Mémoire d'encrier, 2010),,,,.
Le 14 juillet 2000, l’Union Française le choisit comme parrain de la fête nationale. Depuis 2005, Gary Klang est président des écrivains francophones d’Amérique, section de Montréal. Il est aussi membre de l’Union des écrivains et écrivaines québécois, du Pen club Haïti et de l’Association des écrivains de langue française (ADELF), et fait partie du conseil d’administration du Pen club Québec. Gary Klang est aussi membre correspondant de l’Académie européenne des sciences, des arts et des lettres,,.
Récipiendaire du Prix de la Vague à l'âme (France), il se retrouve en nomination pour le Grand Prix de la littérature haïtienne (2004),.

## Œuvres

### Romans
- Haïti! Haïti!, en collaboration avec Anthony Phelps, Montréal, Libre Expression, 1985, 160 p. (ISBN 2891112350)
- L'île aux deux visages, Brossard, Humanitas, 1997, 171 p. (ISBN 2-89396-154-1)
- L'adolescent qui regardait passer la vie, Brossard, Humanitas, 1997, 150 p. (ISBN 2-89396-167-3)
- Un homme seul est toujours en mauvaise compagnie, Montréal, Mémoire d'encrier, 2005, 110 p. (ISBN 2-923153-52-9)
- Monologue pour une scène vide, Montréal, Dialogue Nord-Sud, 2013, 112 p. (ISBN 9782924107041)
- Le massacre de Jérémie - opération vengeance, en collaboration avec Anthony Phelps, Montréal, Dialogue Nord-Sud, 2015, 174 p. (ISBN 9782924107140)

### Poésie
- Je veux chanter la mer, suivi de Les Fleurs ont la saveur de l'aube, Montréal, Humanitas, 1993, 38 p. (ISBN 2-89396-082-0)
- Moi natif natal, suivi de Le Temps du vide, Montréal, Humanitas, 1995, 112 p. (ISBN 2-89396-120-7)
- La terre est vide comme une étoile, Montréal, Humanitas, 2000, 100 p. (ISBN 2-89396-199-1)
- La vraie vie est absente, Montréal, Humanitas, 2002, 79 p. (ISBN 2-89396-228-9 et 9782893962283)
- Ex-île, Montréal, Humanitas, 2003, 72 p. [Réédition : Montréal, Mémoire d'encrier, 2012, 70 p.] (ISBN 2-89396-242-4 et 9782923713786)
- Il est grand temps de rallumer les étoiles, Montréal, Mémoire d'encrier, 2007, 79 p.  (ISBN 978-2-923153-76-6)
- Toute terre est prison, Montréal, Mémoire d'encrier, 2010, 73 p. (ISBN 978-2-923713-19-9)

### Nouvelles
- Kafka m'a dit, Montréal, Humanitas, 2004, 103 p. (ISBN 2-89396-254-8)

### Essais
- La méditation transcendantale : l'enseignement de Maharishi Mahesh Yogi, avec une préface de Roger Marcaurelle, Montréal, Stanké, 1976, 174 p. (ISBN 0885660129)
- Je ne veux pas mourir chauve à Montréal : d'Alain Stanké à Monique Larue : un écrivain raconte, Brossard, Humanitas, 1999, 141 p. (ISBN 2-89396-182-7)

## Prix et honneurs
- 1988 - Récipiendaire : Premier Prix de la Vague à l’âme (pour Ex-île)[1]
- 2004 - Finaliste : Grand Prix de la littérature haïtienne[1]

### Articles sélectionnés
- L’odeur d’ilang-ilang, dans le collectif «Haïti par monts et par mots, un atlas littéraire», Éditions Étonnants voyageurs, Haïti, 2009, p. 167-171.
- Souvenirs de mai 68, dans le collectif «Mon voisin l’écrivain», Pen International, Bloomberg, Angleterre, été 2008, p. 46-48.
- Jacques Roumain, ou le petit prince des tropiques, dans le collectif «Mon Roumain à moi», Direction Nationale du Livre, Haïti, 2007, p. 257-271.
- À tous les enfants qui souffrent, dans le collectif «Las Palabras Pueden», Unicef, Colombie 2007, p. 750-751.
- Plusieurs poèmes dans les Dossiers d’Aquitaine, Bordeaux, France ; la Revue littéraire Passerelle et la revue Exit, Montréal.
- 12 poèmes dans la Cahier-Haïti #8, Le Chasseur abstrait Éditeur, France 2009, p. 82-96.
- Davertige ou le Soleil obscur, dans le collectif Regards sur la poésie du XXe siècle, tome 1, Les Éditions Namuroises, Namur, Belgique, 2009, p. 161-169.

### Articles sur l'auteur
- La bataille de Jérémie. Jeune Afrique 1345 (15 octobre 1986).
- Ex-île au Canada. Le Dauphiné libéré (16 novembre 1988).
- Être écrivain en exil. Le Nouvelliste (1er février 2001).
- L'écrivain haïtien Gary Klang en compagnie de Rimbaud, Villon, Georges Brassens, Léo Ferré. Haïti en Marche (27 août 2003).
- L'écrivain haïtien en grande compagnie. Le Nouvelliste (5-7 septembre 2003).
- Hébert, François. Un thriller à la sauce haïtienne, politique, action et fiction. Le Devoir (Montréal, 1er juin 1985).
- Hérard, Huguette. L'ex-île de Klang. Le Matin (Port-au-Prince, 23-25 septembre 1989).
- Jean-Gilles, Gesler. Gary Klang, un auteur accompli. Haïti en Marche (31 janvier 1996).
- Josaphat-Robert Large. Gary Klang, la poésie dans le temps du vide. Haïti en Marche (17 avril 1996).
- Josaphat-Robert Large. Esquisses d'une écriture élégante, Je veux chanter la mer de Gary Klang. Haïti en Marche (15 décembre 1993).
- Peterson, Michel. Je ne veux pas mourir chauve à Montréal, d'Alain Stanké à Monique LaRue, un écrivain raconte. Nuit Blanche (Québec) 76 (1999): 28.
- Saint-Cyr, Guy-Robert. Gary Klang ou le regard d'un adolescent sur la vie. Le Nouvelliste (21 juillet 1999).
- Saint-Cyr, Guy-Robert. Considérations sur l'œuvre de Gary Klang. Haïti en Marche (4 février 2004).
- Saint-Cyr, Guy-Robert. Les confidences de Kafka. Propos sur la dernière publication de Gary Klang. Le Matin (Port-au-Prince) 32210 (30 juin 2004).
- Sannon, Fritz-Meyer. L'île aux deux visages, roman de Gary Klang. Haïtiens Aujourd'hui (février-mars 1998).
- Séguin, Marcel. Gary Klang, chantre d'Haïti. Haïti en Marche (1er novembre 1995).
- Jenner Desroches, Prolégomènes à une littérature haïtienne de la diaspora, tome II, Éditions Plume et Encre, Montréal, 2006, p. 135-190
- Mondes Francophones, sous la direction de Dominique Wolton, ADPF, Ministère des Affaires Étrangères, Paris, France.
- Hugues Corriveau, Pour saisir le pas compté du monde, Lettres québécoises, Montréal, numéro 129, printemps 2008, p. 34-35.
- Daniel Chartier, Dictionnaire des écrivains émigrés au Québec, 1800-1999, Éditions Nota Bene, Montréal, 2003.